# Neima Akef
Neima Akef ou Naima Akeef (en arabe : نعيمة عاكف), morte en 1966, est une actrice, danseuse et chanteuse égyptienne.
Elle est l'une des stars du cinéma égyptien des années 1950, souvent qualifié d'Âge d'or. Son nom apparaît souvent à côté de ceux de Samia Gamal et Tahia Carioca, comme les grandes danseuses orientales égyptiennes de cette époque.

## Biographie

### Enfance
Neima Akeef commence très jeune sa carrière artistique. Ses parents étant acrobates au sein du cirque Akeef,, créé et dirigé par son grand-père. Neima rejoint la troupe dès l'âge de quatre ans. Elle devient vite l'attraction principale du public à cette époque. Sa famille était installée dans le quartier de Bab el Khalq district au Caire, mais ils voyageaient beaucoup pour le spectacle.

### Le monde de la danse
Lorsque Neima a 14 ans, la troupe se sépare. Son grand-père fait jouer ses relations pour que Neima continue à présenter des numéros d'acrobatie et de cirque dans des clubs du Caire. Neima rejoint ensuite l'une des premières compagnies de danses et musiques folkloriques dans le pays, la compagnie Ya Layl Ya Ayn ce titre faisant référence à la célèbre complainte vocalisée propre aux chansons arabes.
De club en club, Neima Akef passe par le célèbre cabaret de Badia Masabni au Caire, mais n'y reste que très peu de temps contrairement à ses consœurs de la même époque. Elle en devient vite l'une des vedettes et une des seules artistes à chanter et danser sur scène. Mais sa complicité avec Badia Masabni fait des jalouses au sein du club et entraîne. même des bagarres. Elle quitte le lieu.

### Débuts au cinéma
Au Kit Kat club, un autre lieu célèbre du Caire, Neima Akef est présentée au metteur en scène Abbas Kemal. Le frère de celui-ci, Hussein Fawzy, également réalisateur, est immédiatement séduit par Neima et insiste pour qu'elle joue dans un de ses films. C'est grâce à lui que sa carrière décolle. Il réalise pour elle pas moins d'une quinzaine de films et ils se marient. Leur première collaboration est pour le film Al-Eïch wal malh (pain et sel),. Neima joue aux côtés de Saad Abdel Wahab, neveu du légendaire chanteur et compositeur Mohammed Abdel Wahab. Le film est présenté le 17 janvier 1949 et c'est un succès.

### Consécration
En 1950, elle est la première danseuse que les Égyptiens découvrent en couleur dans Baba Areess, toujours de Hussein Fawzy.
Son plus grand succès fut sans conteste le film Tamr Henna (fruit ou fleur de l'arbre à henné, symbole de beauté, de fraîcheur et de séduction) où elle interprète le rôle d'une ghawazy. Tamr Henna est un film très connu pour la chanson éponyme sur laquelle elle accomplit une performance qui la sacre parmi les plus grandes de la danse orientale.
Finalement, en 1964 Neima Akeef quitte le cinéma pour se consacrer définitivement à l'éducation et aux soins de son fils issu d'un second mariage avec Salah Abdel Aleem. Neima Akef est atteinte précocement d'un cancer et elle meurt en 1966,,.

## Filmographie
- Aish Wal Malh (1949)
- Lahalibo (1949)
- Baladi Wa Khafa (1949)
- Furigat (1950)
- Baba Areess (1950)
- Fataat Al Sirk (1951)
- Ya Halawaat Al Hubb (1952)
- Arbah Banat Wa Zabit (1954)
- Aziza (1955)
- Tamr Henna (1957)
- Amir El Dahaa (1964)